# Nenko Balkanski
Nenko Dimitrow Balkanski (bulgarisch Ненко Димитров Балкански; * 20. September 1907 in Kasanlak; † 19. September 1977 in Sofia) war ein 
bulgarischer  Maler.

## Leben
1930 absolvierte Balkanski ein Malereistudium an der Kunstakademie in Sofia. 1939 und 1940 studierte er in Frankreich. Im Jahr 1960 wurde er Professor an der Kunstakademie in Sofia. Er widmete sich in seinen Werken vor allem sozialen Problemen und gilt als Vertreter der realistischen bulgarischen Malerei.
Er wurde als Held der sozialistischen Arbeit und mit dem Dimitroffpreis ausgezeichnet. Darüber hinaus war er Träger des Ordens Georgi Dimitrow.

## Werke (Auswahl)
- Arbeitslose Familie, 1937
- Hausfrau, 1957